# Elecciones a la Asamblea de Madrid de 2023
Las elecciones a la Asamblea de Madrid de 2023 se celebraron el domingo 28 de mayo de 2023, tan solo dos años después de las elecciones del 4 de mayo de 2021, anticipadas por la presidenta de la Comunidad, debido a que la legislación madrileña estipula que se deben convocar elecciones según caduquen los cuatro años de la legislatura ordinaria (2019-2023). Fueron elegidos los 135 diputados que conforman la XIII legislatura del Parlamento regional, mediante un sistema proporcional con listas cerradas (método D'Hondt) y un umbral electoral del 5 %.

## Resultados
|  | 47.32 % |

|  | 18.36 % |

|  | 18.17 % |

|  | 7.34 % |

|  | 4.76 % |

|  | 1.56 % |

|  | 0.69 % |

|  | 0.21 % |

|  | 0.15 % |

|  | 0.12 % |

|  | 0.08 % |

|  | 0.07 % |

|  | 0.07 % |

|  | 98.99 % |

|  | 1.00 % |

|  | 1.03 % |

|  | 65.49 % |

|  | 34.50 % |

## Encuestas
| Encuestadora                               | Fecha                  | Tamaño    | Participación |          |                     |         |        |            | Dis. |            |            |           |         |      |
| ------------------------------------------ | ---------------------- | --------- | ------------- | -------- | ------------------- | ------- | ------ | ---------- | ---- | ---------- | ---------- | --------- | ------- | ---- |
| Encuestadora                               | Fecha                  | Tamaño    | Participación | ABC/GAD3 | 16 de abril de 2023 |         | ?      | 48.5 67/69 | Dis. | 16.8 22/24 | 18.3 24/26 | 8.5 11/12 | 5.1 7/8 | 30.2 |
| RTVE/DatosRTVE                             | 12 de abril de 2023    |           | ?             | 46.0 66  | 19.9 28             | 16.1 23 | 9.5 13 | 5.5 5      | 26.1 |            |            |           |         |      |
| Público/KeyData                            | 18 de marzo de 2023    |           | ?             | 46.4 66  | 18.6 26             | 16.7 24 | 9.4 13 | 5.4 7      | 27.8 |            |            |           |         |      |
| ElDebate/GAD3                              | 12 de enero de 2023    |           | ?             | 46.5 66  | 17.2 24             | 18.3 26 | 9.3 13 | 5.2 7      | 28.2 |            |            |           |         |      |
| Vozpopuli/SigmaDos                         | 7 de noviembre de 2022 |           | ?             | 47.4 68  | 17.9 26             | 16.4 23 | 8.8 12 | 5.3 7      | 29.5 |            |            |           |         |      |
|                                            |                        |           |               |          |                     |         |        |            |      |            |            |           |         |      |
| Elecciones a la Asamblea de Madrid de 2021 | 4 de mayo de 2021      | 5 112 813 | 71.74 %       | 44.7 65  | 17.0 24             | 16.8 24 | 9.1 13 | 7.2 10     | 27.7 |            |            |           |         |      |
| Elecciones a la Asamblea de Madrid de 2019 | 26 de mayo de 2019     | 3 251 386 | 64.3 %        | 22.2 30  | 14.6 20             | 27.3 37 | 8.8 12 | 5.6 7      | 5.1  |            |            |           |         |      |

- Media de las encuestas al 26 de mayo de 2023:
  - Partido Popular de la Comunidad de Madrid: 47,2%, 66 escaños.
  - Más Madrid (Verdes Equo): 18,8%, 26 escaños.
  - Partido Socialista Obrero Español de la Comunidad de Madrid: 17,2%, 24 escaños.
  - Vox: 8,6%, 12 escaños.
  - PODEMOS-IZQUIERDA UNIDA-ALIANZA VERDE (Podemos Comunidad de Madrid - Izquierda Unida-Madrid - Alianza Verde (España)): 5,0%, 7 escaños.
  - Las demás candidaturas quedarían fuera de la Asamblea de Madrid.

## Investidura de la presidenta
La votación para la investidura de Isabel Díaz Ayuso como presidenta de la Comunidad de Madrid tuvo el siguiente resultado:
| Candidato              | Fecha                                                    | Voto |    |    |    |    | Total  |
| ---------------------- | -------------------------------------------------------- | ---- | -- | -- | -- | -- | ------ |
| Isabel Díaz Ayuso (PP) | 22 de junio de 2023 Mayoría requerida: Absoluta (68/135) | Sí   | 70 |    |    |    | 70/135 |
| Isabel Díaz Ayuso (PP) | 22 de junio de 2023 Mayoría requerida: Absoluta (68/135) | No   |    | 27 | 27 |    | 54/135 |
| Isabel Díaz Ayuso (PP) | 22 de junio de 2023 Mayoría requerida: Absoluta (68/135) | Abs. |    |    |    | 10 | 10/135 |
| Isabel Díaz Ayuso (PP) | 22 de junio de 2023 Mayoría requerida: Absoluta (68/135) | Aus. |    |    |    | 1  | 1/135  |